# Эдлис, Юлиу Филиппович
Ю́лиу Фили́ппович Э́длис (3 июля 1929, Тигина — 30 ноября 2009, Переделкино, Московская область, Россия) — советский и российский драматург, прозаик и киносценарист.

## Биография
Родился в Бендерах, называвшихся в период вхождения Бессарабии в состав Румынии Тигиной, на правом берегу Днестра, в семье Филиппа Абрамовича Эдлиса (1904—1972), уроженца Аккермана, и Серафимы Исааковны Эдлис (урождённая Мульман, 1907—1968), родом из Бендер. До 1940 года учился в бендерском французском лицее. В начале Великой Отечественной войны был эвакуирован с семьёй в Тбилиси, где в 1949 году окончил тбилисское Высшее театральное училище, а в 1956 году — филологический факультет Кишинёвского государственного педагогического института им. Иона Крянгэ.
Все оставшиеся в оккупированных Бендерах бабушки и дедушки, и другие члены его семьи были депортированы в гетто и убиты.
Первую пьесу «Единственный путь» написал, будучи учеником десятого класса средней школы (совместно с Романом Чернявским). Дебютировал в печати в 1952 году, а первой опубликованной пьесой стала «Покой нам только снится» в 1955 году. После запрета в Молдавии спектакля по пьесе «Мой белый город» (постановка 1959 года) в 1960 году переехал с семьёй в Москву. В 1962 году был принят в Союз писателей СССР.
Автор многочисленных пьес, поставленных в различных театрах страны и за рубежом, среди которых «Мой белый город» (1960), «Волнолом» (1961), «Аргонавты» (1962), «Капля в море» (1962), «Серебряный бор» (1964), «Где твой брат, Авель?» (1965), «Вызываются свидетели» (1968), «Проездом» (1969), «Июнь, начало лета» (1970), «Жажда над ручьём» (1977), «Сочельник» (1988), «Нам целый мир чужбина» (1996), «Бульварный роман» (1997), «ВЕРА. НАДЕЖДА. ЛЮБОВЬ.» (2005), «Английская рулетка или … миллион по контракту» (2007). Ранние пьесы проникнуты пафосом «шестидесятничества». После публикации подвергшейся критике пьесы «Где твой брат, Авель?» в 1965 году Эдлису до 1977 года был закрыт доступ к театральной сцене.
Эдлис видит в литературе отражение и совесть эпохи; свои драматические произведения он создаёт, следуя традиции А. Чехова, с его спокойствием, немногословием и глубочайшей социальной направленностью.
С начала 1980-х годов стал регулярно обращаться к прозе, опубликовал романы «Жизнеописание», «Антракт» («Новый мир», № 4-5, 1986), «Чёрный квадрат» («Октябрь», № 7-8, 2001) и «Ждите ответа» («Дружба народов», № 4, 2007), повести «Сия пустынная страна» о своём бессарабском детстве («Октябрь», № 7, 1993) и «Шатало» о студенческих годах в театральном училище в Тбилиси, рассказы. Пьесы Ю. Эдлиса были переведены на ряд европейских языков, в том числе немецкий, румынский, чешский, польский, эстонский, сербско-хорватский, английский, болгарский, греческий, французский и словацкий.
Автор сценариев к кинофильмам «За городской чертой» (Молдова-филм, 1961), «Жажда над ручьём» (Мосфильм, 1968), «Свой парень» (Киностудия имени Горького, 1974), «Дети как дети» (Ленфильм, 1978), «Прощальные гастроли» («Экран», Останкино, 1992), телеспектаклям «Проездом» (ЦТ, 1982), «Полнолуние» (ЦТ, 1983), «Тройка» (ЦТ, 1989). В 2003 году опубликовал книгу воспоминаний «Четверо в дублёнках и другие фигуранты». Член редколлегии литературного журнала «Континент».
Умер в ночь с 29 на 30 ноября на литфондовской даче в Переделкине, где жил последние 12 лет. Похоронен на Преображенском кладбище.

## Семья
- Дядя (брат матери) — архитектор Бенедикт Исаакович Мульман (1901—1971), по его проекту в 1935 году было выстроено здание бендерской городской больницы на углу улиц Пушкина и Ниструлуй (Кавриаго); среди других выстроенных им зданий — городской крытый рынок «Хала» на улице Суворова (между улицами Ленина и Лазо, 1937).
- Первая жена — Валентина Эдлис[6].
  - Дочь — Марианна Юльевна Семёнова (род. 1960) — живёт в Германии (Берлин); вместе с мужем (славист Klaus Harer, род. 1961) занимается художественными переводами с русского на немецкий язык[7][8].
- Вторая жена — Мила Лось[9][10].

## Произведения
- Собрание сочинений в 5 тт. Москва: Изограф, 1998—1999

### Драматургия
- Мой белый город: Сцены с интермедиями. Москва, 1960
- Аргонавты: Лирические сцены в 3-х действиях. Москва: Искусство, 1962. — 88 с., 55 000 экз.
- Волнолом: Сцены. Москва, 1962
- Покой нам только снится: Поэма. Москва, 1962
- Серебряный бор: Лирические сцены. Москва, 1964
- Капля в море: Водевиль в девяти эпизодах без куплетов, но со счастливым концом. Москва: Искусство, 1966. — 50 с., 60 000 экз.
- Kde je brat tvoj Ábel? Z rus. (Где брат твой, Авель?) prel. Viera Mikulášová-Škridlová. На словацком языке. Братислава: DILIZA, 1966
- Где твой брат, Авель?: Диалог. Москва, 1967
- Мир без меня: Драматические сцены. Москва, 1967
- Серебряный бор. М., Искусство, 1967
- Мой белый город. Пьесы. М., Советский писатель, 1968.
- Аргонавты. Новая редакция. М., 1969
- Вызываются свидетели. М., 1969
- Проездом: Комедия. Москва, 1970, новая редакция. М., 1971.
- Июнь, начало лета: Лирические сцены. Москва, 1971
- Казаки: Инсценировка. Москва, 1971
- Где брат твой, Авель? Диалоги. Москва: Искусство, 1971. — 56 с., 3 000 экз.
- Keď nadišlo leto. Z rus. (Июнь, начало лета) prel. Anton Kret. На словацком языке. Братислава: LITA, 1972
- Капля в море. Новая редакция. М., 1973
- Возраст мужчины: Диалоги. Москва, 1974
- Соломенная сторожка. М., 1974
- Vek muža. Prel. (Возраст мужчины) Hana Šufliarska. На словацком языке. Братислава: LITA, 1976
- Соломенная сторожка. М., Искусство, 1977
- Slamená hájovňa. Prel. Viktória Slobodníková. На словацком языке. Братислава: LITA, 1977
- Жажда над ручьём: Пьесы. Москва: Советский писатель, 1977. — 480 с., 25 000 экз.
- Полнолуние: Весенние вариации. Москва, 1977
- Похмелье: Драма. Москва, 1977
- Месса по деве: Диалоги. Москва, 1979
- Игра теней: Диалоги. Москва: ВААП-Информ, 1982
- Избранное: Диалоги. Москва: Искусство, 1983. — 454 с., 15 000 экз.
- Žízeň u pramene (Жажда над ручьём). На чешском языке. Прага: Dilia, 1983
- Набережная: Лирические сцены в 2-х действиях. Москва: ВААП-Информ, 1983
- Избранное. Диалоги. Москва: Искусство, 1983
- Keď je mesiac v splne. Prel. (Полнолуние) Eva Castiglione. На словацком языке. Братислава: LITA, 1983
- Алиби. М.,1985
- Сочельник. М., 1987
- Стоп-кадр. М., 1987

### Проза
- Опровержение: Повесть. Москва, Детская литература, 1976
- Юго-Запад: Повести. Москва: Советский писатель, 1983.- 344 с., 30 000 экз.
- Юго-Запад, экспериментальный квартал. Повесть (в переводе на латышский язык). Рига: Лиесма, 1986
- Антракт: Романы и повести («Поминки», «Жизнеописание», «Шатало́»). Москва: Советский писатель, 1989. — 496 с., 100 000 экз. ISBN 5-265-00661-3
- Чёрный квадрат: Роман. Москва: АСТ Олимп, 2002
- Четверо в дублёнках и другие фигуранты (Свидетельства соучастника; Записки недотёпы: наброски с собственной жизни). Серия «Зеркальная комната». Москва: АСТ Астрель, агентство КРПА «Олимп», 2003